# Music from the OC
Music From The O.C. – seria albumów z muzyką wykorzystaną w serialu Życie na fali. Na płytach znajdują się piosenki różnych wykonawców, w większości twórców indierockowych. Seria składa się jak na razie z 6 płyt wydanych przez Warner Bros. Planowane są kolejne z muzyką z trzeciego sezonu, a także z sezonu czwartego, który rozpoczął się 2 listopada.

## Music from the OC: Mix 1
1. South – Paint the Silence
2. Jem – Just a Ride
3. Joseph Arthur – Honey and the Moon
4. Spoon – The Way We Get By
5. Jet – Move On
6. The 88 – How Good It Can Be
7. Doves – Caught By the River
8. Turin Brakes – Rain City
9. The Dandy Warhols – We Used to Be Friends
10. Finley Quaye, Beth Orton & William Ørbit – Dice
11. Alexi Murdoch – Orange Sky
12. Phantom Planet – California

## Music from the OC: Mix 2
1. Eels – Saturday Morning
2. Super Furry Animals – Hello Sunshine
3. The Killers – Smile Like You Mean It
4. Death Cab for Cutie – A Lack of Color
5. Interpol – Specialist
6. Patrick Park – Something Pretty
7. dios (malos) – You Got Me All Wrong
8. Nada Surf – If You Leave
9. The Thrills – Big Sur
10. The Walkmen – Little House of Savages
11. The Perishers – Trouble Sleeping
12. Johnathan Rice – So Sweet
13. Beulah – Popular Mechanics for Lovers
14. Keane – Walnut Tree
15. Jem – Maybe I’m Amazed
16. The Album Leaf – Eastern Glow
17. Evermore – It's Too Late (jedynie w wydaniu australijskim)

## Music from the OC: Mix 3
Płyta zawiera świąteczne utwory w rockowych aranżacjach. Została wydana w ten sam dzień co Music from the OC: Mix 2.
1. The Raveonettes – The Christmas Song
2. Jimmy Eat World – Last Christmas
3. Low – Just Like Christmas
4. Rooney – Merry Xmas Everybody
5. Ben Kweller – Rock of Ages
6. The Long Winters – Christmas with You is the Best
7. Eels – Christmas is Going to the Dogs
8. Leona Naess – Christmas
9. Ron Sexsmith – Maybe This Christmas

## Music from the OC: Mix 4
1. The Futureheads – Decent Days and Nights
2. Imogen Heap – Goodnight and Go
3. Pinback – Fortress
4. A.C. Newman – On the Table
5. Sufjan Stevens – To Be Alone with You
6. Flunk – Play
7. Beck – Scarecrow
8. Modest Mouse – The View
9. Aqueduct – Hardcore Days & Softcore Nights
10. The Reindeer Section – Cartwheels
11. Bell X1 – Eve, The Apple of My Eye
12. Matt Pond PA – Champagne Supernova

## Music from the OC: Mix 5
1. The Subways – Rock & Roll Queen
2. Kasabian – Reason is Treason
3. Shout Out Louds – Wish I Was Dead Pt. 2
4. LCD Soundsystem – Daft Punk is Playing at My House
5. Rogue Wave – Publish My Love
6. Youth Group – Forever Young
7. Of Montreal – Requeim for O.M.M.2
8. Gorillaz – Kids with Guns
9. Kaiser Chiefs – Na Na Na Na Naa
10. Stars – Your Ex-Lover is Dead
11. Phantom Planet – California 2005
12. Imogen Heap – Hide and Seek

## Music from the OC: Mix 6
Płyta w całości składa się z coverów niezależnych artystów.
1. Goldspot – Float On (Modest Mouse)
2. Rock Kills Kid – I Turn My Camera On (Spoon)
3. Lady Sovereign – Pretty Vacant (Sex Pistols)
4. Mates of State – California (Phantom Planet)
5. Pinback – Wasted (Black Flag)
6. John Paul White – Can’t Get It out of My Head (ELO)
7. Rogue Wave – Debaser (Pixies)
8. Syd Matters – Hello Sunshine (Super Furry Animals)
9. Tally Hall – Smile Like You Mean It (The Killers)
10. The M’s – Come Into Our Room (Clinic)
11. Band of Horses – The End's Not Near (The New Year)
12. Ashtar Command – Into Dust (Mazzy Star)